# Gand-Wevelgem féminin 2025
Cet article concerne la course féminine. Pour la course masculine, voir Gand-Wevelgem 2025.
La 14e édition de Gand-Wevelgem féminin a lieu le 30 mars 2025 entre Ypres et Wevelgem. Elle fait partie de l'UCI World Tour féminin 2025.  

## Présentation

### Organisation
L'épreuve est organisée par Flanders Classics.

### Équipes
| UCI Women's WorldTeams (15)- Team SD Worx-Protime - AG Insurance-Soudal Team - Canyon//SRAM zondacrypto - Ceratizit Pro Cycling Team - FDJ-Suez - Fenix-Deceuninck - Human Powered Health - Lidl-Trek - Liv AlUla Jayco - Movistar Team - Roland - Team Picnic PostNL - Team Visma \| Lease a Bike - UAE Team ADQ - Uno-X Mobility UCI Women's ProTeams (6)- Arkéa-B&B Hotels Women - Cofidis Women Team - EF Education-Oatly - St Michel-Preference Home-Auber93 - VolkerWessels Women's Pro Cycling Team - Winspace Orange Seal Équipes féminines continentales (3)- Bepink-Imatra-Bongioanni - DD Group Pro Cycling - Lotto Ladies |
| |

### Parcours
Le départ est donné sur la Grand-Place d'Ypres. La course de 169,1 kilomètres passe par les Moëres après une 49 kilomètres de course. La première ascension est le Scherpenberg après 105 kilomètres. Le premier passage du Mont Kemmel se situe au km 117, le deuxième et dernier au km 135 soit 34 kilomètres avant l'arrivée sur la Vanackerestraat à Wevelgem.
| Mont | Nom                     | Km    | Revêtement | Longueur (m) | Pente moyenne | Km de l'arrivée |
| ---- | ----------------------- | ----- | ---------- | ------------ | ------------- | --------------- |
| 1    | Scherpenberg            | 104,7 | Asphalte   | 1 000        | 2,3 %         | 64,4            |
| 2    | Baneberg (nl)           | 109,5 | Asphalte   | 1 300        | 6 %           | 59,6            |
| 3    | Monteberg (nl)          | 115,5 | Asphalte   | 1 000        | 5,4 %         | 53,6            |
| 4    | Mont Kemmel - Belvedère | 117,3 | Pavé       | 400          | 10,4 %        | 51,8            |
| 5    | Scherpenberg            | 124,8 | Asphalte   | 1 000        | 2,3 %         | 44,3            |
| 6    | Baneberg (nl)           | 129,5 | Asphalte   | 1 300        | 6 %           | 39,6            |
| 7    | Mont Kemmel - Ossuaire  | 134,8 | Pavé       | 700          | 10,9 %        | 34,3            |

## Favorites
La formation SD Worx avec la vainqueur sortante Lorena Wiebes, la championne du monde Lotte Kopecky et Mischa Bredewold fait figure de favorite. L'équipe Canyon SRAM avec Chiara Consonni, Zoe Bäckstedt et Chloe Dygert est aussi candidate à la victoire. Les autres favorites ou outsiders sont Elisa Balsamo, Charlotte Kool, Emma Norsgaard, Lara Gillespie, Karlijn Swinkels, Pfeiffer Georgi, Christina Schweinberger, Justine Ghekiere et Elisa Longo Borghini.

## Récit de la course
Dans la dernière montée du Mont Kemmel, Lotte Kopecky accélère et franchit le sommet en compagnie d'Elisa Longo Borghini, Lorena Wiebes, Chloé Dygert, Letizia Borghesi et Giada Borghesi . Ce groupe ne roule pas et le peloton se reforme progressivement pour atteindre plus de 80 coureuses. Bien emmenée par Lotte Kopecky, Lorena Wiebes gagne le sprint, remportant ainsi la centième victoire de sa carrière.

## Classement final
| \| Classement général \| Classement général \| Classement général \| Classement général \| Classement général \| \| Coureuse \| Coureuse \| Pays \| Équipe \| Temps \| \| ------------------ \| ----------------------- \| ------------------ \| ------------------------ \| ------------------ \| \| 1re \| Lorena Wiebes \| Pays-Bas \| SD Worx-Protime \| 4 h 11 min 19 s \| \| 2e \| Elisa Balsamo \| Italie \| Lidl-Trek \| + 0 s \| \| 3e \| Charlotte Kool \| Pays-Bas \| Team Picnic PostNL \| + 0 s \| \| 4e \| Marjolein van 't Geloof \| Pays-Bas \| Arkéa-B&B Hotels Women \| + 0 s \| \| 5e \| Chiara Consonni \| Italie \| Canyon//SRAM zondacrypto \| + 0 s \| \| 6e \| Lara Gillespie \| Irlande \| UAE Team ADQ \| + 0 s \| \| 7e \| Lily Williams \| États-Unis \| Human Powered Health \| + 0 s \| \| 8e \| Ally Wollaston \| Nouvelle-Zélande \| FDJ-Suez \| + 0 s \| \| 9e \| Gladys Verhulst \| France \| AG Insurance-Soudal Team \| + 0 s \| \| 10e \| Kaja Rysz \| Pologne \| Roland \| + 0 s \| |                         |                  |                          |                 |
| |                         |                  |                          |                 |
| Source : ProCyclingStats |                         |                  |                          |                 |
| Classement général |                         |                  |                          |                 |
| Coureuse | Coureuse                | Pays             | Équipe                   | Temps           |
| 1re | Lorena Wiebes           | Pays-Bas         | SD Worx-Protime          | 4 h 11 min 19 s |
| 2e | Elisa Balsamo           | Italie           | Lidl-Trek                | + 0 s           |
| 3e | Charlotte Kool          | Pays-Bas         | Team Picnic PostNL       | + 0 s           |
| 4e | Marjolein van 't Geloof | Pays-Bas         | Arkéa-B&B Hotels Women   | + 0 s           |
| 5e | Chiara Consonni         | Italie           | Canyon//SRAM zondacrypto | + 0 s           |
| 6e | Lara Gillespie          | Irlande          | UAE Team ADQ             | + 0 s           |
| 7e | Lily Williams           | États-Unis       | Human Powered Health     | + 0 s           |
| 8e | Ally Wollaston          | Nouvelle-Zélande | FDJ-Suez                 | + 0 s           |
| 9e | Gladys Verhulst         | France           | AG Insurance-Soudal Team | + 0 s           |
| 10e | Kaja Rysz               | Pologne          | Roland                   | + 0 s           |

## Liste des participantes
| Légende | Légende                                                                    | Légende | Légende                                                    |
| ------- | -------------------------------------------------------------------------- | ------- | ---------------------------------------------------------- |
| Num     | Dossard de départ porté par le coureur sur ce Gand-Wevelgem                | Pos     | Position à l'arrivée de la course                          |
|         | Indique un maillot de champion national ou mondial, suivi de sa spécialité | NP      | Indique un coureur qui n'a pas pris le départ de la course |
| AB      | Indique un coureur qui n'a pas terminé la course                           | HD      | Indique un coureur qui a terminé la course hors des délais |

| SD Worx-Protime SDW | SD Worx-Protime SDW         | SD Worx-Protime SDW |
| ------------------- | --------------------------- | ------------------- |
| Num                 | Coureuse                    | Pos                 |
| 1                   | Lorena Wiebes (NED) (route) | 1re                 |
| 2                   | Lotte Kopecky (BEL) (route) | 55e                 |
| 3                   | Elena Cecchini (ITA)        | 77e                 |
| 4                   | Mischa Bredewold (NED)      | 78e                 |
| 5                   | Marta Lach (POL)            | 60e                 |
| 6                   | Femke Markus (NED)          | 91e                 |

| AG Insurance-Soudal Team AGS | AG Insurance-Soudal Team AGS | AG Insurance-Soudal Team AGS |
| ---------------------------- | ---------------------------- | ---------------------------- |
| Num                          | Coureuse                     | Pos                          |
| 11                           | Justine Ghekiere (BEL)       | 43e                          |
| 12                           | Alana Castrique (BEL)        | 103e                         |
| 13                           | Alexandra Manly (AUS)        | 40e                          |
| 14                           | Ilse Pluimers (NED)          | 89e                          |
| 15                           | Nicole Steigenga (NED)       | 66e                          |
| 16                           | Gladys Verhulst (FRA)        | 9e                           |

| Canyon//SRAM zondacrypto CSZ | Canyon//SRAM zondacrypto CSZ   | Canyon//SRAM zondacrypto CSZ |
| ---------------------------- | ------------------------------ | ---------------------------- |
| Num                          | Coureuse                       | Pos                          |
| 21                           | Zoe Bäckstedt (GBR)            | 90e                          |
| 22                           | Chiara Consonni (ITA)          | 5e                           |
| 23                           | Maike van der Duin (NED)       | AB                           |
| 24                           | Chloé Dygert (USA)             | 36e                          |
| 25                           | Soraya Paladin (ITA)           | 83e                          |
| 26                           | Agnieszka Skalniak-Sójka (POL) | 41e                          |

| Ceratizit Pro Cycling Team CTC | Ceratizit Pro Cycling Team CTC | Ceratizit Pro Cycling Team CTC |
| ------------------------------ | ------------------------------ | ------------------------------ |
| Num                            | Coureuse                       | Pos                            |
| 31                             | Kristýna Burlová (CZE)         | 22e                            |
| 32                             | Mylène de Zoete (NED)          | 12e                            |
| 33                             | Daniek Hengeveld (NED)         | 54e                            |
| 34                             | Marta Jaskulska (POL)          | 47e                            |
| 36                             | Franziska Brauße (GER)         | AB                             |

| FDJ-Suez TFS | FDJ-Suez TFS            | FDJ-Suez TFS |
| ------------ | ----------------------- | ------------ |
| Num          | Coureuse                | Pos          |
| 41           | Loes Adegeest (NED)     | 81e          |
| 42           | Elise Chabbey (SUI)     | 62e          |
| 43           | Vittoria Guazzini (ITA) | 86e          |
| 44           | Amber Kraak (NED)       | 82e          |
| 45           | Jade Wiel (FRA)         | 76e          |
| 46           | Ally Wollaston (NZL)    | 8e           |

| Fenix-Deceuninck FDC | Fenix-Deceuninck FDC          | Fenix-Deceuninck FDC |
| -------------------- | ----------------------------- | -------------------- |
| Num                  | Coureuse                      | Pos                  |
| 51                   | Julie De Wilde (BEL)          | 68e                  |
| 52                   | Millie Couzens (GBR)          | 87e                  |
| 53                   | Cecilia van Zuthem (NED)      | AB                   |
| 54                   | Carina Schrempf (AUT)         | 67e                  |
| 55                   | Christina Schweinberger (AUT) | 19e                  |
| 56                   | Marthe Truyen (BEL)           | AB                   |

| Human Powered Health HPH | Human Powered Health HPH | Human Powered Health HPH |
| ------------------------ | ------------------------ | ------------------------ |
| Num                      | Coureuse                 | Pos                      |
| 61                       | Giada Borghesi (ITA)     | 74e                      |
| 62                       | Lily Williams (USA)      | 7e                       |
| 63                       | Maëlle Grossetête (FRA)  | AB                       |
| 64                       | Romy Kasper (GER)        | 63e                      |
| 65                       | Marit Raaijmakers (NED)  | 59e                      |
| 66                       | Katia Ragusa (ITA)       | 58e                      |

| Lidl-Trek LTK | Lidl-Trek LTK         | Lidl-Trek LTK |
| ------------- | --------------------- | ------------- |
| Num           | Coureuse              | Pos           |
| 71            | Elisa Balsamo (ITA)   | 2e            |
| 72            | Lucinda Brand (NED)   | 85e           |
| 73            | Ellen van Dijk (NED)  | 51e           |
| 74            | Lauretta Hanson (AUS) | 49e           |
| 75            | Anna Henderson (GBR)  | 50e           |
| 76            | Emma Norsgaard (DEN)  | 92e           |

| Liv AlUla Jayco LIV | Liv AlUla Jayco LIV       | Liv AlUla Jayco LIV |
| ------------------- | ------------------------- | ------------------- |
| Num                 | Coureuse                  | Pos                 |
| 81                  | Georgia Baker (AUS)       | 84e                 |
| 82                  | Jeanne Korevaar (NED)     | 71e                 |
| 83                  | Amber Pate (AUS)          | 70e                 |
| 84                  | Letizia Paternoster (ITA) | 13e                 |
| 85                  | Quinty Ton (NED)          | 17e                 |
| 86                  | Josie Talbot (AUS)        | 75e                 |

| Movistar Team MOV | Movistar Team MOV           | Movistar Team MOV |
| ----------------- | --------------------------- | ----------------- |
| Num               | Coureuse                    | Pos               |
| 91                | Olivia Baril (CAN) (route)  | AB                |
| 92                | Jelena Erić (SRB) (route)   | 105e              |
| 93                | Cat Ferguson (GBR)          | AB                |
| 94                | Ana Vitória Magalhães (BRA) | AB                |
| 95                | Carys Lloyd (GBR)           | AB                |
| 96                | Floortje Mackaij (NED)      | 15e               |

| Roland CGS | Roland CGS            | Roland CGS |
| ---------- | --------------------- | ---------- |
| Num        | Coureuse              | Pos        |
| 101        | Tamara Dronova (RUS)  | 48e        |
| 102        | Giulia Giuliani (ITA) | 35e        |
| 103        | Mia Griffin (IRL)     | 39e        |
| 104        | Elena Pirrone (ITA)   | AB         |
| 105        | Kaja Rysz (POL)       | 10e        |
| 106        | Sylvie Swinkels (NED) | AB         |

| Team Picnic PostNL TPP | Team Picnic PostNL TPP        | Team Picnic PostNL TPP |
| ---------------------- | ----------------------------- | ---------------------- |
| Num                    | Coureuse                      | Pos                    |
| 111                    | Rachele Barbieri (ITA)        | AB                     |
| 112                    | Pfeiffer Georgi (GBR) (route) | 53e                    |
| 113                    | Megan Jastrab (USA)           | 88e                    |
| 114                    | Franziska Koch (GER) (route)  | 72e                    |
| 115                    | Charlotte Kool (NED)          | 3e                     |
| 116                    | Silje Bader (NED)             | AB                     |

| Team Visma \| Lease a Bike TVL | Team Visma \| Lease a Bike TVL | Team Visma \| Lease a Bike TVL |
| ------------------------------ | ------------------------------ | ------------------------------ |
| Num                            | Coureuse                       | Pos                            |
| 121                            | Martina Fidanza (ITA)          | 18e                            |
| 122                            | Margaux Vigié (FRA)            | NP                             |
| 123                            | Linda Riedmann (GER)           | NP                             |
| 124                            | Nienke Veenhoven (NED)         | AB                             |
| 125                            | Sophie von Berswordt (NED)     | 69e                            |
| 126                            | Imogen Wolff (GBR)             | 20e                            |

| UAE Team ADQ UAD | UAE Team ADQ UAD                   | UAE Team ADQ UAD |
| ---------------- | ---------------------------------- | ---------------- |
| Num              | Coureuse                           | Pos              |
| 131              | Elynor Bäckstedt (GBR)             | AB               |
| 132              | Sofia Bertizzolo (ITA)             | 45e              |
| 133              | Lara Gillespie (IRL)               | 6e               |
| 134              | Elisa Longo Borghini (ITA) (route) | 65e              |
| 135              | Karlijn Swinkels (NED)             | 21e              |
| 136              | Tereza Neumanová (CZE)             | AB               |

| Uno-X Mobility UXM | Uno-X Mobility UXM              | Uno-X Mobility UXM |
| ------------------ | ------------------------------- | ------------------ |
| Num                | Coureuse                        | Pos                |
| 141                | Anniina Ahtosalo (FIN) (route)  | AB                 |
| 142                | Susanne Andersen (NOR)          | 23e                |
| 143                | Maria Giulia Confalonieri (ITA) | 42e                |
| 144                | Rebecca Koerner (DEN) (route)   | AB                 |
| 145                | Marte Berg Edseth (NOR)         | 61e                |
| 146                | Linda Zanetti (SUI)             | AB                 |

| Bepink-Imatra-Bongioanni BPK | Bepink-Imatra-Bongioanni BPK | Bepink-Imatra-Bongioanni BPK |
| ---------------------------- | ---------------------------- | ---------------------------- |
| Num                          | Coureuse                     | Pos                          |
| 151                          | Andrea Casagranda (ITA)      | 96e                          |
| 152                          | Beatrice Caudera (ITA)       | AB                           |
| 153                          | Vittoria Grassi (ITA)        | AB                           |
| 154                          | Nora Jenčušová (SVK) (route) | 104e                         |
| 155                          | Meike Uiterwijk Winkel (NED) | 100e                         |
| 156                          | Elisa Valtulini (ITA)        | 95e                          |

| DD Group Pro Cycling DDG | DD Group Pro Cycling DDG | DD Group Pro Cycling DDG |
| ------------------------ | ------------------------ | ------------------------ |
| Num                      | Coureuse                 | Pos                      |
| 161                      | Cato Cassiers (BEL)      | AB                       |
| 162                      | Britt de Grave (NED)     | AB                       |
| 163                      | Michelle Dheedene (BEL)  | AB                       |
| 164                      | Cleo Kiekens (BEL)       | 102e                     |
| 165                      | Julie Stockman (BEL)     | 101e                     |
| 166                      | Vera Tieleman (NED)      | 25e                      |

| Lotto Ladies LOL | Lotto Ladies LOL         | Lotto Ladies LOL |
| ---------------- | ------------------------ | ---------------- |
| Num              | Coureuse                 | Pos              |
| 171              | Lucy Bénézet Minns (IRL) | AB               |
| 172              | Mieke Docx (BEL)         | 97e              |
| 173              | Julie Hendrickx (BEL)    | AB               |
| 174              | Lea Lin Teutenberg (GER) | 26e              |
| 175              | Anna van Wersch (NED)    | 44e              |
| 176              | Sterre Vervloet (BEL)    | AB               |

| Arkéa-B&B Hotels Women ARK | Arkéa-B&B Hotels Women ARK    | Arkéa-B&B Hotels Women ARK |
| -------------------------- | ----------------------------- | -------------------------- |
| Num                        | Coureuse                      | Pos                        |
| 181                        | Michaela Drummond (NZL)       | AB                         |
| 182                        | Maurène Trégouët (FRA)        | 33e                        |
| 183                        | Amandine Fouquenet (FRA)      | 99e                        |
| 184                        | Lotte Claes (BEL)             | 56e                        |
| 185                        | Titia Ryo (FRA)               | 46e                        |
| 186                        | Marjolein van 't Geloof (NED) | 4e                         |

| Cofidis COF | Cofidis COF             | Cofidis COF |
| ----------- | ----------------------- | ----------- |
| Num         | Coureuse                | Pos         |
| 191         | Victoire Berteau (FRA)  | 32e         |
| 192         | Marion Borras (FRA)     | AB          |
| 193         | Eugenia Bujak (SLO)     | 29e         |
| 194         | Amalie Dideriksen (DEN) | AB          |
| 195         | Valentine Fortin (FRA)  | 11e         |
| 196         | Nadia Quagliotto (ITA)  | 80e         |

| EF Education-Oatly EFC | EF Education-Oatly EFC     | EF Education-Oatly EFC |
| ---------------------- | -------------------------- | ---------------------- |
| Num                    | Coureuse                   | Pos                    |
| 201                    | Nina Berton (LUX)          | 79e                    |
| 202                    | Letizia Borghesi (ITA)     | 28e                    |
| 203                    | Alison Jackson (CAN)       | 34e                    |
| 204                    | Nina Kessler (NED)         | 93e                    |
| 205                    | Sarah Roy (AUS)            | 27e                    |
| 206                    | Magdeleine Vallieres (CAN) | 57e                    |

| St Michel-Preference Home-Auber 93 AUB | St Michel-Preference Home-Auber 93 AUB | St Michel-Preference Home-Auber 93 AUB |
| -------------------------------------- | -------------------------------------- | -------------------------------------- |
| Num                                    | Coureuse                               | Pos                                    |
| 211                                    | Alison Avoine (FRA)                    | 31e                                    |
| 212                                    | Clémence Chéreau (FRA)                 | AB                                     |
| 213                                    | Lucie Fityus (AUS)                     | 30e                                    |
| 214                                    | Alicia González (ESP)                  | 106e                                   |
| 215                                    | Emily Watts (AUS)                      | 94e                                    |
| 216                                    | Elyne Roussel (FRA)                    | 52e                                    |

| VolkerWessels VWT | VolkerWessels VWT           | VolkerWessels VWT |
| ----------------- | --------------------------- | ----------------- |
| Num               | Coureuse                    | Pos               |
| 221               | Maaike Boogaard (NED)       | 73e               |
| 222               | Anneke Dijkstra (NED)       | 38e               |
| 223               | Eline Jansen (NED)          | 16e               |
| 224               | Maud Rijnbeek (NED)         | 64e               |
| 225               | Lonneke Uneken (NED)        | 14e               |
| 226               | Margot Vanpachtenbeke (BEL) | 24e               |

| Winspace Orange Seal WOS | Winspace Orange Seal WOS      | Winspace Orange Seal WOS |
| ------------------------ | ----------------------------- | ------------------------ |
| Num                      | Coureuse                      | Pos                      |
| 231                      | Marine Allione (FRA)          | 98e                      |
| 232                      | Marie-Morgane Le Deunff (FRA) | AB                       |
| 233                      | Kiara Lylyk (CAN)             | NP                       |
| 234                      | Aurela Nerlo (POL)            | 37e                      |
| 235                      | Florence Normand (CAN)        | AB                       |
| 236                      | Karolina Perekitko (POL)      | AB                       |

| SD Worx-Protime SDW | SD Worx-Protime SDW         | SD Worx-Protime SDW |
| ------------------- | --------------------------- | ------------------- |
| Num                 | Coureuse                    | Pos                 |
| 1                   | Lorena Wiebes (NED) (route) | 1re                 |
| 2                   | Lotte Kopecky (BEL) (route) | 55e                 |
| 3                   | Elena Cecchini (ITA)        | 77e                 |
| 4                   | Mischa Bredewold (NED)      | 78e                 |
| 5                   | Marta Lach (POL)            | 60e                 |
| 6                   | Femke Markus (NED)          | 91e                 |

| AG Insurance-Soudal Team AGS | AG Insurance-Soudal Team AGS | AG Insurance-Soudal Team AGS |
| ---------------------------- | ---------------------------- | ---------------------------- |
| Num                          | Coureuse                     | Pos                          |
| 11                           | Justine Ghekiere (BEL)       | 43e                          |
| 12                           | Alana Castrique (BEL)        | 103e                         |
| 13                           | Alexandra Manly (AUS)        | 40e                          |
| 14                           | Ilse Pluimers (NED)          | 89e                          |
| 15                           | Nicole Steigenga (NED)       | 66e                          |
| 16                           | Gladys Verhulst (FRA)        | 9e                           |

| Canyon//SRAM zondacrypto CSZ | Canyon//SRAM zondacrypto CSZ   | Canyon//SRAM zondacrypto CSZ |
| ---------------------------- | ------------------------------ | ---------------------------- |
| Num                          | Coureuse                       | Pos                          |
| 21                           | Zoe Bäckstedt (GBR)            | 90e                          |
| 22                           | Chiara Consonni (ITA)          | 5e                           |
| 23                           | Maike van der Duin (NED)       | AB                           |
| 24                           | Chloé Dygert (USA)             | 36e                          |
| 25                           | Soraya Paladin (ITA)           | 83e                          |
| 26                           | Agnieszka Skalniak-Sójka (POL) | 41e                          |

| Ceratizit Pro Cycling Team CTC | Ceratizit Pro Cycling Team CTC | Ceratizit Pro Cycling Team CTC |
| ------------------------------ | ------------------------------ | ------------------------------ |
| Num                            | Coureuse                       | Pos                            |
| 31                             | Kristýna Burlová (CZE)         | 22e                            |
| 32                             | Mylène de Zoete (NED)          | 12e                            |
| 33                             | Daniek Hengeveld (NED)         | 54e                            |
| 34                             | Marta Jaskulska (POL)          | 47e                            |
| 36                             | Franziska Brauße (GER)         | AB                             |

| FDJ-Suez TFS | FDJ-Suez TFS            | FDJ-Suez TFS |
| ------------ | ----------------------- | ------------ |
| Num          | Coureuse                | Pos          |
| 41           | Loes Adegeest (NED)     | 81e          |
| 42           | Elise Chabbey (SUI)     | 62e          |
| 43           | Vittoria Guazzini (ITA) | 86e          |
| 44           | Amber Kraak (NED)       | 82e          |
| 45           | Jade Wiel (FRA)         | 76e          |
| 46           | Ally Wollaston (NZL)    | 8e           |

| Fenix-Deceuninck FDC | Fenix-Deceuninck FDC          | Fenix-Deceuninck FDC |
| -------------------- | ----------------------------- | -------------------- |
| Num                  | Coureuse                      | Pos                  |
| 51                   | Julie De Wilde (BEL)          | 68e                  |
| 52                   | Millie Couzens (GBR)          | 87e                  |
| 53                   | Cecilia van Zuthem (NED)      | AB                   |
| 54                   | Carina Schrempf (AUT)         | 67e                  |
| 55                   | Christina Schweinberger (AUT) | 19e                  |
| 56                   | Marthe Truyen (BEL)           | AB                   |

| Human Powered Health HPH | Human Powered Health HPH | Human Powered Health HPH |
| ------------------------ | ------------------------ | ------------------------ |
| Num                      | Coureuse                 | Pos                      |
| 61                       | Giada Borghesi (ITA)     | 74e                      |
| 62                       | Lily Williams (USA)      | 7e                       |
| 63                       | Maëlle Grossetête (FRA)  | AB                       |
| 64                       | Romy Kasper (GER)        | 63e                      |
| 65                       | Marit Raaijmakers (NED)  | 59e                      |
| 66                       | Katia Ragusa (ITA)       | 58e                      |

| Lidl-Trek LTK | Lidl-Trek LTK         | Lidl-Trek LTK |
| ------------- | --------------------- | ------------- |
| Num           | Coureuse              | Pos           |
| 71            | Elisa Balsamo (ITA)   | 2e            |
| 72            | Lucinda Brand (NED)   | 85e           |
| 73            | Ellen van Dijk (NED)  | 51e           |
| 74            | Lauretta Hanson (AUS) | 49e           |
| 75            | Anna Henderson (GBR)  | 50e           |
| 76            | Emma Norsgaard (DEN)  | 92e           |

| Liv AlUla Jayco LIV | Liv AlUla Jayco LIV       | Liv AlUla Jayco LIV |
| ------------------- | ------------------------- | ------------------- |
| Num                 | Coureuse                  | Pos                 |
| 81                  | Georgia Baker (AUS)       | 84e                 |
| 82                  | Jeanne Korevaar (NED)     | 71e                 |
| 83                  | Amber Pate (AUS)          | 70e                 |
| 84                  | Letizia Paternoster (ITA) | 13e                 |
| 85                  | Quinty Ton (NED)          | 17e                 |
| 86                  | Josie Talbot (AUS)        | 75e                 |

| Movistar Team MOV | Movistar Team MOV           | Movistar Team MOV |
| ----------------- | --------------------------- | ----------------- |
| Num               | Coureuse                    | Pos               |
| 91                | Olivia Baril (CAN) (route)  | AB                |
| 92                | Jelena Erić (SRB) (route)   | 105e              |
| 93                | Cat Ferguson (GBR)          | AB                |
| 94                | Ana Vitória Magalhães (BRA) | AB                |
| 95                | Carys Lloyd (GBR)           | AB                |
| 96                | Floortje Mackaij (NED)      | 15e               |

| Roland CGS | Roland CGS            | Roland CGS |
| ---------- | --------------------- | ---------- |
| Num        | Coureuse              | Pos        |
| 101        | Tamara Dronova (RUS)  | 48e        |
| 102        | Giulia Giuliani (ITA) | 35e        |
| 103        | Mia Griffin (IRL)     | 39e        |
| 104        | Elena Pirrone (ITA)   | AB         |
| 105        | Kaja Rysz (POL)       | 10e        |
| 106        | Sylvie Swinkels (NED) | AB         |

| Team Picnic PostNL TPP | Team Picnic PostNL TPP        | Team Picnic PostNL TPP |
| ---------------------- | ----------------------------- | ---------------------- |
| Num                    | Coureuse                      | Pos                    |
| 111                    | Rachele Barbieri (ITA)        | AB                     |
| 112                    | Pfeiffer Georgi (GBR) (route) | 53e                    |
| 113                    | Megan Jastrab (USA)           | 88e                    |
| 114                    | Franziska Koch (GER) (route)  | 72e                    |
| 115                    | Charlotte Kool (NED)          | 3e                     |
| 116                    | Silje Bader (NED)             | AB                     |

| Team Visma \| Lease a Bike TVL | Team Visma \| Lease a Bike TVL | Team Visma \| Lease a Bike TVL |
| ------------------------------ | ------------------------------ | ------------------------------ |
| Num                            | Coureuse                       | Pos                            |
| 121                            | Martina Fidanza (ITA)          | 18e                            |
| 122                            | Margaux Vigié (FRA)            | NP                             |
| 123                            | Linda Riedmann (GER)           | NP                             |
| 124                            | Nienke Veenhoven (NED)         | AB                             |
| 125                            | Sophie von Berswordt (NED)     | 69e                            |
| 126                            | Imogen Wolff (GBR)             | 20e                            |

| UAE Team ADQ UAD | UAE Team ADQ UAD                   | UAE Team ADQ UAD |
| ---------------- | ---------------------------------- | ---------------- |
| Num              | Coureuse                           | Pos              |
| 131              | Elynor Bäckstedt (GBR)             | AB               |
| 132              | Sofia Bertizzolo (ITA)             | 45e              |
| 133              | Lara Gillespie (IRL)               | 6e               |
| 134              | Elisa Longo Borghini (ITA) (route) | 65e              |
| 135              | Karlijn Swinkels (NED)             | 21e              |
| 136              | Tereza Neumanová (CZE)             | AB               |

| Uno-X Mobility UXM | Uno-X Mobility UXM              | Uno-X Mobility UXM |
| ------------------ | ------------------------------- | ------------------ |
| Num                | Coureuse                        | Pos                |
| 141                | Anniina Ahtosalo (FIN) (route)  | AB                 |
| 142                | Susanne Andersen (NOR)          | 23e                |
| 143                | Maria Giulia Confalonieri (ITA) | 42e                |
| 144                | Rebecca Koerner (DEN) (route)   | AB                 |
| 145                | Marte Berg Edseth (NOR)         | 61e                |
| 146                | Linda Zanetti (SUI)             | AB                 |

| Bepink-Imatra-Bongioanni BPK | Bepink-Imatra-Bongioanni BPK | Bepink-Imatra-Bongioanni BPK |
| ---------------------------- | ---------------------------- | ---------------------------- |
| Num                          | Coureuse                     | Pos                          |
| 151                          | Andrea Casagranda (ITA)      | 96e                          |
| 152                          | Beatrice Caudera (ITA)       | AB                           |
| 153                          | Vittoria Grassi (ITA)        | AB                           |
| 154                          | Nora Jenčušová (SVK) (route) | 104e                         |
| 155                          | Meike Uiterwijk Winkel (NED) | 100e                         |
| 156                          | Elisa Valtulini (ITA)        | 95e                          |

| DD Group Pro Cycling DDG | DD Group Pro Cycling DDG | DD Group Pro Cycling DDG |
| ------------------------ | ------------------------ | ------------------------ |
| Num                      | Coureuse                 | Pos                      |
| 161                      | Cato Cassiers (BEL)      | AB                       |
| 162                      | Britt de Grave (NED)     | AB                       |
| 163                      | Michelle Dheedene (BEL)  | AB                       |
| 164                      | Cleo Kiekens (BEL)       | 102e                     |
| 165                      | Julie Stockman (BEL)     | 101e                     |
| 166                      | Vera Tieleman (NED)      | 25e                      |

| Lotto Ladies LOL | Lotto Ladies LOL         | Lotto Ladies LOL |
| ---------------- | ------------------------ | ---------------- |
| Num              | Coureuse                 | Pos              |
| 171              | Lucy Bénézet Minns (IRL) | AB               |
| 172              | Mieke Docx (BEL)         | 97e              |
| 173              | Julie Hendrickx (BEL)    | AB               |
| 174              | Lea Lin Teutenberg (GER) | 26e              |
| 175              | Anna van Wersch (NED)    | 44e              |
| 176              | Sterre Vervloet (BEL)    | AB               |

| Arkéa-B&B Hotels Women ARK | Arkéa-B&B Hotels Women ARK    | Arkéa-B&B Hotels Women ARK |
| -------------------------- | ----------------------------- | -------------------------- |
| Num                        | Coureuse                      | Pos                        |
| 181                        | Michaela Drummond (NZL)       | AB                         |
| 182                        | Maurène Trégouët (FRA)        | 33e                        |
| 183                        | Amandine Fouquenet (FRA)      | 99e                        |
| 184                        | Lotte Claes (BEL)             | 56e                        |
| 185                        | Titia Ryo (FRA)               | 46e                        |
| 186                        | Marjolein van 't Geloof (NED) | 4e                         |

| Cofidis COF | Cofidis COF             | Cofidis COF |
| ----------- | ----------------------- | ----------- |
| Num         | Coureuse                | Pos         |
| 191         | Victoire Berteau (FRA)  | 32e         |
| 192         | Marion Borras (FRA)     | AB          |
| 193         | Eugenia Bujak (SLO)     | 29e         |
| 194         | Amalie Dideriksen (DEN) | AB          |
| 195         | Valentine Fortin (FRA)  | 11e         |
| 196         | Nadia Quagliotto (ITA)  | 80e         |

| EF Education-Oatly EFC | EF Education-Oatly EFC     | EF Education-Oatly EFC |
| ---------------------- | -------------------------- | ---------------------- |
| Num                    | Coureuse                   | Pos                    |
| 201                    | Nina Berton (LUX)          | 79e                    |
| 202                    | Letizia Borghesi (ITA)     | 28e                    |
| 203                    | Alison Jackson (CAN)       | 34e                    |
| 204                    | Nina Kessler (NED)         | 93e                    |
| 205                    | Sarah Roy (AUS)            | 27e                    |
| 206                    | Magdeleine Vallieres (CAN) | 57e                    |

| St Michel-Preference Home-Auber 93 AUB | St Michel-Preference Home-Auber 93 AUB | St Michel-Preference Home-Auber 93 AUB |
| -------------------------------------- | -------------------------------------- | -------------------------------------- |
| Num                                    | Coureuse                               | Pos                                    |
| 211                                    | Alison Avoine (FRA)                    | 31e                                    |
| 212                                    | Clémence Chéreau (FRA)                 | AB                                     |
| 213                                    | Lucie Fityus (AUS)                     | 30e                                    |
| 214                                    | Alicia González (ESP)                  | 106e                                   |
| 215                                    | Emily Watts (AUS)                      | 94e                                    |
| 216                                    | Elyne Roussel (FRA)                    | 52e                                    |

| VolkerWessels VWT | VolkerWessels VWT           | VolkerWessels VWT |
| ----------------- | --------------------------- | ----------------- |
| Num               | Coureuse                    | Pos               |
| 221               | Maaike Boogaard (NED)       | 73e               |
| 222               | Anneke Dijkstra (NED)       | 38e               |
| 223               | Eline Jansen (NED)          | 16e               |
| 224               | Maud Rijnbeek (NED)         | 64e               |
| 225               | Lonneke Uneken (NED)        | 14e               |
| 226               | Margot Vanpachtenbeke (BEL) | 24e               |

| Winspace Orange Seal WOS | Winspace Orange Seal WOS      | Winspace Orange Seal WOS |
| ------------------------ | ----------------------------- | ------------------------ |
| Num                      | Coureuse                      | Pos                      |
| 231                      | Marine Allione (FRA)          | 98e                      |
| 232                      | Marie-Morgane Le Deunff (FRA) | AB                       |
| 233                      | Kiara Lylyk (CAN)             | NP                       |
| 234                      | Aurela Nerlo (POL)            | 37e                      |
| 235                      | Florence Normand (CAN)        | AB                       |
| 236                      | Karolina Perekitko (POL)      | AB                       |